# Fredrika (namn)

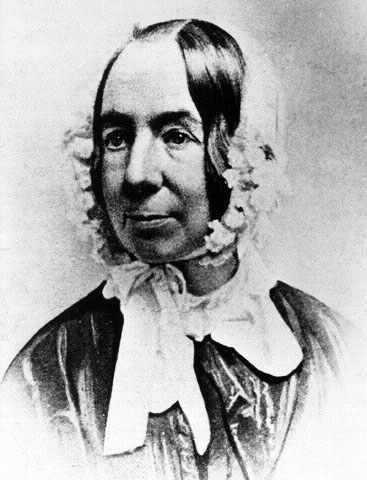
Fredrika Bremer

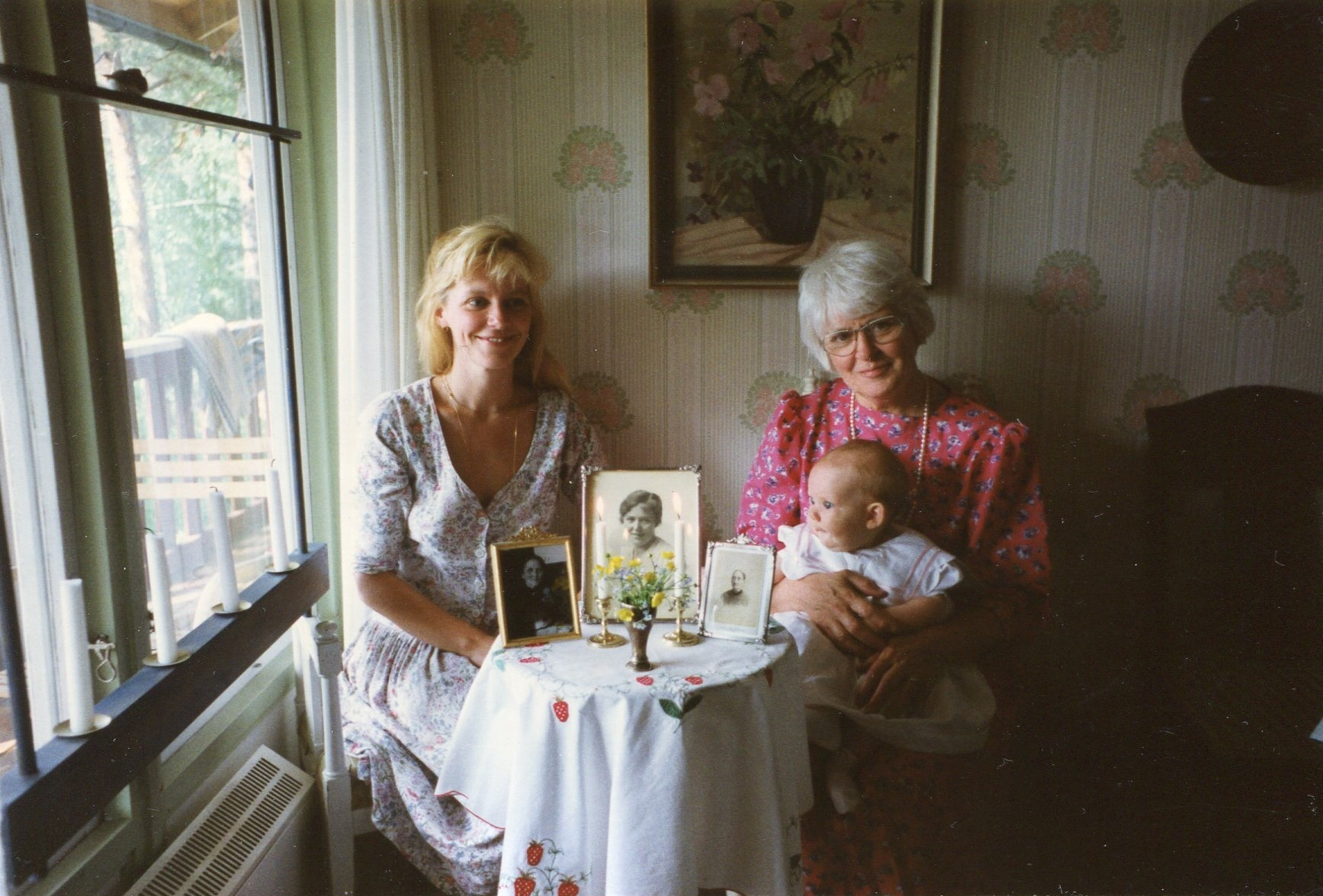
Sex kvinnor (tre avlidna uppställda i ramar) som i rakt nedstigande led burit namnet Fredrika, på den senastes dopfest i Ludvika 1992.

Fredrika är den feminina formen av Fredrik. Det är ett forntyskt namn sammansatt av ord som betyder fred och härskare. Det äldsta belägget i Sverige är från år 1680.
Den 31 december 2014 fanns det totalt 6 675 kvinnor folkbokförda i Sverige med namnet Fredrika, varav 1 361 bar det som tilltalsnamn.
Andra varianter av namnet: Fredrica, Fredericha, Frederika, Frederica, Frederike, Fredrique etc.
Namnsdag i Sverige: 19 september. I den finlandssvenska namnsdagslängden har Fredrika namnsdag 18 juli sedan starten 1929, då en egen namnsdagskalender togs i bruk för finlandssvenskar, med undantag av 1950–1972 då namnsdagen var 25 oktober.

## Personer med namnet Fredrika
- Fredrika av Baden, svensk drottninggemål 1797-1809 till kung Gustav IV Adolf
- Fredrika Amalia av Danmark, hertiginna av Holstein-Gottorp
- Fredrika av Hannover, drottning av Grekland 1947-1964
- Fredrika Louise av Hessen-Darmstadt, drottning av Preussen, hustru till Fredrik Vilhelm II av Preussen
- Fredrika av Mecklenburg-Strelitz, prinsessa av Preussen, prinsessa av Solm-Braunfels, prinsessa av Storbritannien och hertiginna av Cumberland och drottning av Hannover
- Fredrika Bremer, svensk författare och kvinnorättskämpe
- Fredrika Eleonora von Düben, svensk grevinna och konstnär
- Fredrika Limnell, svensk filantrop och kvinnorättskämpe
- Fredrica Löf, svensk skådespelare; Dramatens första kvinnliga stjärna
- Fredrika Runeberg, finlandssvensk författare
- Fredrika Stahl, svensk jazzsångerska
- Fredrika Stenhammar, svensk operasångerska